# San Miguel de Bernúy
San Miguel de Bernúy är en ort i Spanien.   Den ligger i provinsen Provincia de Segovia och regionen Kastilien och Leon, i den centrala delen av landet, 110 km norr om huvudstaden Madrid. San Miguel de Bernúy ligger 841 meter över havet och antalet invånare är 209.
Terrängen runt San Miguel de Bernúy är platt västerut, men österut är den kuperad. San Miguel de Bernúy ligger nere i en dal. Runt San Miguel de Bernúy är det mycket glesbefolkat, med 6 invånare per kvadratkilometer. Närmaste större samhälle är Cantalejo, 15,8 km söder om San Miguel de Bernúy. Trakten runt San Miguel de Bernúy består till största delen av jordbruksmark.